# Michele Gaetano Pierangeli
Michele Gaetano Pierangeli (Torre de' Passeri, 15 maggio 1924 – Roma, 5 dicembre 1998) è stato un politico e medico italiano.

## Biografia
Medico chirurgo di professione, fu parlamentare nella sola IV legislatura. Fu firmatario di 26 progetti  di legge e autore di 3 interventi. Morì nel 1998.

## Incarichi
IVª Legislatura della Repubblica Italiana.
- XIX commissione igiene e sanità pubblica. Membro dal 1º luglio 1963 al 10 gennaio 1967.
- Commissione speciale per l'esame della proposta di legge Delfino n.2 "piano straordinario per favorire la rinascita economica e sociale dell'Abruzzo - Molise". Membro dal 17 marzo 1964 al 4 giugno 1968.